# 1. srbská dobrovolnická divize

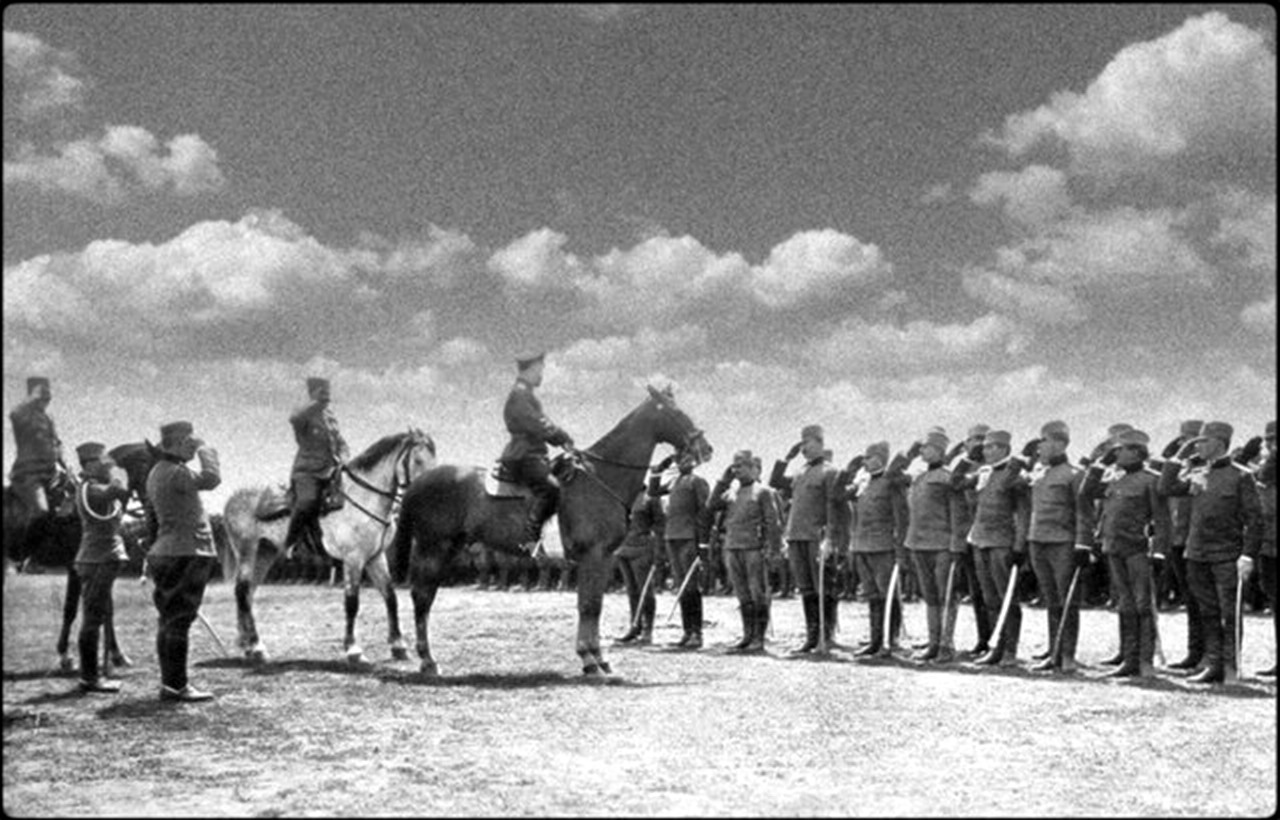
Ruský car Mikuláš II. před vojáky 1. srbské dobrovolnické divize

1. srbská dobrovolnická divize (1. Srpska dobrovoljačka divizija) byla jednotkou jihoslovanských dobrovolníků založená na začátku roku 1916 v ruské Oděse. Jejími příslušníky byli bývalí vojáci rakousko-uherské armády zajatí na východní frontě první světové války – Srbové, Chorvati, Slovinci a také Češi a Slováci. Od září do října 1916 bojovala divize společně s rumunskými a ruskými jednotkami v rumunské Dobrudži proti bulharským, německým a tureckými silám. I přes urputné boje a snahu vojáků, byla divize přinucena ustoupit zpět do Ruska. Později byli její příslušníci dopraveni do Řecka na tzv. soluňskou frontu.